# Intel 8051

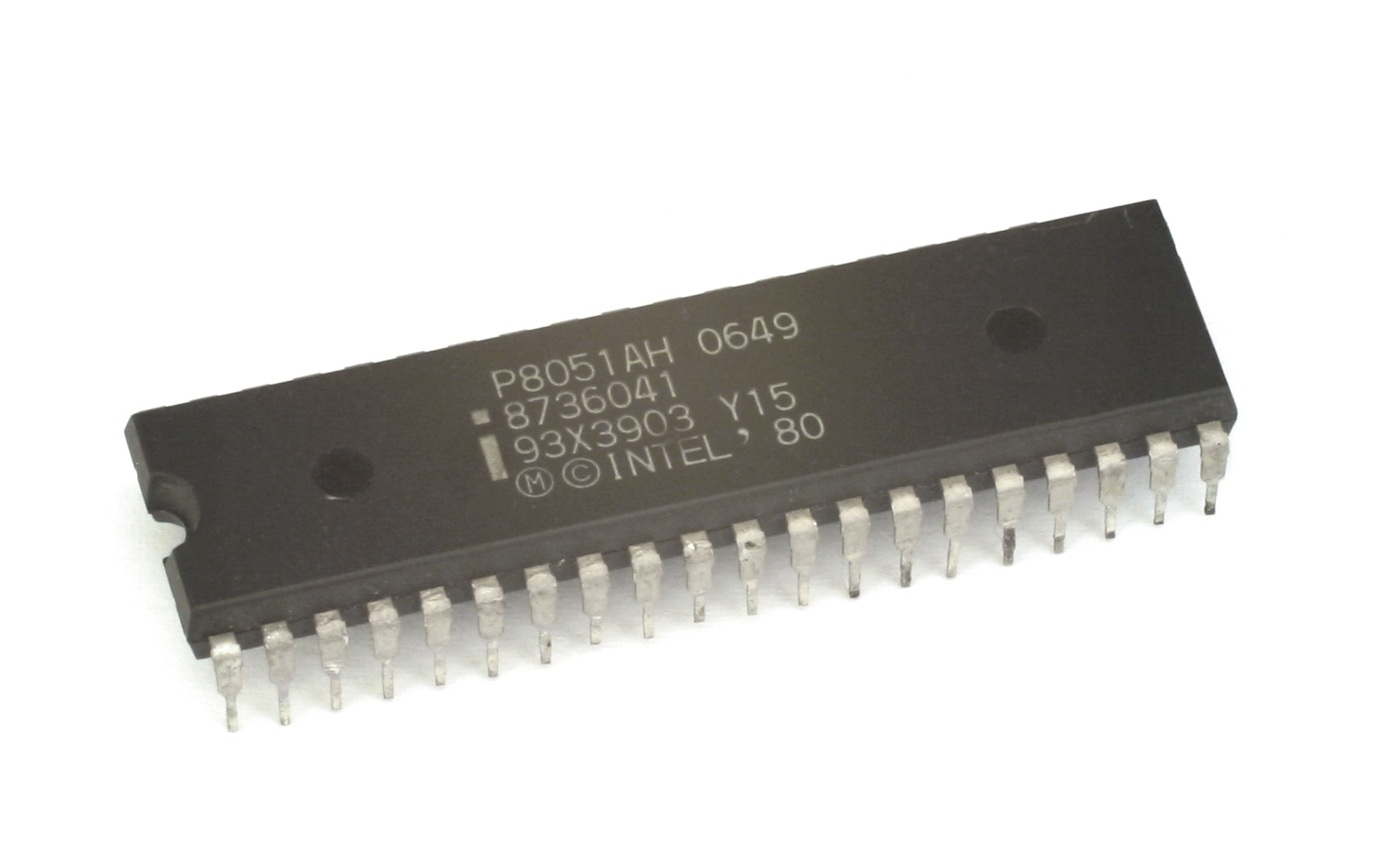
Intel P8051

Intel 8051 – mikrokontroler stworzony przez firmę Intel w 1980 roku. Zapoczątkował rodzinę mikrokontrolerów MCS-51 (od ang. MicroComputer System) będących udoskonalonymi lub wyspecjalizowanymi mikrokontrolerami o tej samej, ośmiobitowej architekturze i kompatybilnej z pierwowzorem liście rozkazów. Mikrokontrolery należące do rodziny MCS-51 do dziś znajdują szerokie zastosowanie w niemal każdej dziedzinie elektroniki.
Mikrokontrolery te są wykonane w zmodyfikowanej architekturze harwardzkiej. Należą do grupy mikrokontrolerów CISC.
Oprócz możliwości programowania mikrokontrolera w asemblerze rodziny MCS-51, istnieje również możliwość programowania w kompilowanych językach wysokiego poziomu – najczęściej wykorzystywany do tego celu jest język C.
Intel nie produkuje już samodzielnie nowych chipów z serii MCS-51 od marca 2007 roku. Produkcją zajmują się firmy trzecie, m.in. Dallas Semiconductor, Philips i Atmel. Również różne firmy sprzedają układy z serii MCS-51 jako tzw. IP-core, najczęściej stosowane w bezpośrednio programowalnych macierzach bramek.

## Specyfikacja mikrokontrolera 8051
- ośmiobitowa jednostka arytmetyczno-logiczna (ALU)
- cztery przełączane banki rejestrów roboczych (4 x R0...R7)
- 4 kB pamięci wewnętrznej ROM (pamięć zewnętrzna ROM do 64 kB)
- 128 B pamięci wewnętrznej RAM (pamięć zewnętrzna RAM do 64 kB)
- zbiór rejestrów specjalnych SFR
- układ generatora sygnału taktującego (czyli zegar procesora)
- cztery ośmiobitowe równoległe porty P0...P3
- jeden port szeregowy (obsługuje zarówno transmisję synchroniczną jak i asynchroniczną)
- dwa liczniki/czasomierze działające w jednym z czterech trybów
- jednobitowy procesor funkcji logicznych
- system przerwań z układem priorytetów

## Rejestry specjalne
Obszar pamięci o adresach od 0x80 do 0xFF nazywany jest obszarem rejestrów specjalnych (SFR – Special Function Registers). Rejestry te pozwalają na sterowanie różnymi funkcjami mikrokontrolera. Obszar ten nie jest ciągły (nie wszystkie adresy są zajęte) – umożliwia to ewentualne uzupełnienie obszaru o nowe funkcje.

### Układ rejestrów w pamięci
* – adresowane bitowo (adresy podzielne przez 8)
| Adres | Symbol | Bit 7 | Bit 6 | Bit 5 | Bit 4 | Bit 3 | Bit 2 | Bit 1 | Bit 0 |
| ----- | ------ | ----- | ----- | ----- | ----- | ----- | ----- | ----- | ----- |
| 0xF0* | B      |       |       |       |       |       |       |       |       |
| 0xE0* | ACC    |       |       |       |       |       |       |       |       |
| 0xD0* | PSW    | CY    | AC    | F0    | RS1   | RS0   | OV    | -     | P     |
| 0xC0* | IP     | -     | -     | -     | PS    | PT1   | PX1   | PT0   | PX0   |
| 0xB0* | P3     | /RD   | /WR   | T1    | T0    | /INT1 | /INT0 | TxD   | RxD   |
| 0xA8* | IE     | EA    | -     | -     | ES    | ET1   | EX1   | ET0   | EX0   |
| 0xA0* | P2     |       |       |       |       |       |       |       |       |
| 0x99  | SBUF   |       |       |       |       |       |       |       |       |
| 0x98* | SCON   | SM0   | SM1   | SM2   | REN   | TB8   | RB8   | TI    | RI    |
| 0x90* | P1     |       |       |       |       |       |       |       |       |
| 0x8D  | TH1    |       |       |       |       |       |       |       |       |
| 0x8C  | TH0    |       |       |       |       |       |       |       |       |
| 0x8B  | TL1    |       |       |       |       |       |       |       |       |
| 0x8A  | TL0    |       |       |       |       |       |       |       |       |
| 0x89  | TMOD   | GATE  | C/T   | M1    | MO    | GATE  | C/T   | M1    | M0    |
| 0x88* | TCON   | TF1   | TR1   | TF0   | TR0   | IE1   | IT1   | IE0   | IT0   |
| 0x87  | PCON   | SMOD  | -     | -     | -     | GF1   | GF0   | PD    | IDL   |
| 0x83  | DPH    |       |       |       |       |       |       |       |       |
| 0x82  | DPL    |       |       |       |       |       |       |       |       |
| 0x81  | SP     |       |       |       |       |       |       |       |       |
| 0x80* | P0     |       |       |       |       |       |       |       |       |

### Ważniejsze rejestry specjalne
- ACC – akumulator, jeden z najczęściej wykorzystywanych rejestrów, gdyż obsługuje większość operacji arytmetycznych, logicznych, skoków warunkowych i wiele innych
- B – dodatkowy rejestr, wykorzystywany w trakcie operacji mnożenia (MUL) i dzielenia (DIV)
- PSW – rejestr stanu programu (Program Status Word), jest to zbiór różnych flag (wskaźników):
  - PSW.0=P – parzystość, flaga jest ustawiana gdy wynikiem operacji jest liczba parzysta,
  - PSW.1=F1 – począwszy od 8052, flaga którą może zdefiniować użytkownik,
  - PSW.2=OV (Overflow) – przepełnienie, przekroczenie zakresu liczb w kodzie uzupełnienia do 2 (U2),
  - PSW.3=RS0 (Register Bank Switch) młodszy bit numeru banku,
  - PSW.4=RS1 (Register Bank Switch) starszy bit numeru banku,
  - PSW.5=F0 – flaga ogólnego zastosowania,
  - PSW.6=AC (Auxiliary Carry) – przeniesienie z młodszej do starszej tetrady (istotne w rozkazach arytmetycznych BCD),
  - PSW.7=CY (Carry) – przeniesienie z najstarszego bitu (oznacza np. przekroczenie zakresu przy sumowaniu NKB),
- Porty P0-P3 – wykorzystywane są do komunikacji ze światem zewnętrznym (wszelkimi urządzeniami peryferyjnymi), niektóre mają jeszcze dodatkowe funkcje,
  - P0 i P2 – mogą zostać wykorzystanie jako wyprowadzenia szyny systemowej mikrokontrolera
  - P1 – port ogólnego zastosowania,
  - P3 – port posiada wyspecjalizowane linie (w SFR przedstawiane jako bity),
    - RD – odczyt pamięci danych,
    - WR – zapis pamięci danych,
    - T0,T1 – wejścia timerów zewnętrznych (zliczanie impulsów trybie pracy timerów jako liczniki),
    - INT0,INT1 – wejścia zewnętrznych przerwań,
    - TxD, RxD – wysyłanie (Transmit) i odbieranie (Receive) danych (Data) przy transmisji szeregowej,
- Sterowanie przerwań,
  - IE – zezwolenia dla przerwań (Interrupt Enable),
    - EA – ogólne zezwolenie dla przerwań,
    - ES – zezwolenie dla przerwań od transmisji szeregowej,
    - ET0, ET1 – zezwolenie dla przerwań od timerów,
    - EX0, EX1 – zezwolenie dla przerwań zewnętrznych,

  - IP – priorytety przerwań (Interrupt Priority),
    - PS – priorytet dla przerwań od transmisji szeregowej,
    - PT0, PT1 – priorytet dla przerwań od timerów,
    - PX0, PX1 – priorytet dla przerwań zewnętrznych,

  - TCON – tylko młodsze 4 bity,
    - IE0, IE1 – flagi przerwań zewnętrznych (zgłoszenie zewnętrznego przerwania),
    - IT0, IT1 – sposób zewnętrznego przerwania (0 – poziom niski, 1 – opadające zbocze),

- DPTR – 16-bitowy wskaźnik adresu danych,
  - DPH – starszy bajt wskaźnika,
  - DPL – młodszy bajt wskaźnika,
- SP – wskaźnik stosu (Stack Pointer),

### Timery 8051
Sterowanie timerów:
- TMOD – młodsze 4 bity odpowiadają timerowi 0, starsze – timerowi 1
  - GATE – bramkowanie, zliczanie impulsów kiedy GATE=0
  - C/T – tryb pracy timera (0 – timer wewnętrzny, 1 – licznik impulsów zewnętrznych)
  - M0, M1 – ustalają trybu pracy licznika

| M1 | M0 | Tryb |                                       |
| -- | -- | ---- | ------------------------------------- |
| 0  | 0  | 0    | licznik 13-bitowy                     |
| 0  | 1  | 1    | licznik 16-bitowy                     |
| 1  | 0  | 2    | licznik 8-bitowy z autoprzeładowaniem |
| 1  | 1  | 3    | T0 i T1 jako osobne liczniki 8-bitowe |

W trybie 3 działa de facto tylko TLx (młodsze 8 bitów licznika), w momencie wygenerowania sygnału przepełnienia, do TLx ładowana jest wartość THx który w tym trybie pełni funkcje rejestru stałej.
- TCON – starsze 4 bity
  - TF0, TF1 – flaga przepełnienia timera
  - TR0, TR1 – flaga pracy timera (0 – stop, 1 – zliczanie)

Timery generują sygnał TFx przy przekroczeniu maksymalnej wartości – odpowiednio 2^13, 2^16, 2^8. Jako że są to liczniki zliczające w przód, oraz ich inkrementacja następuje co jeden cykl zegarowy w celu kontrolowania odmierzanego przez nie czasu Tx jako wartość początkowa do TH | TL należy wpisać wartość 
Tx = (maksimum zakresu w danym trybie-X)*12 *Tosc
gdzie: maksimum zakresu w trybie 16 bit = 65 536, 8-bitowym = 256, a Tosc = 1/Częstotliwość układu taktującego
W trybie 2 należy tę samą wartość wpisać zarówno do rejestrów TH i TL

## Inne mikrokontrolery rodziny MCS-51
Oryginalny układ 8051 firmy Intel jest przestarzały i od dawna nieużywany w nowych konstrukcjach. Jednakże na rynku istnieje wiele udoskonalonych wersji tego mikrokontrolera – od prostych klonów kompatybilnych elektrycznie (pin-to-pin) z pierwowzorem, aż po rozbudowane układy, w których rdzeń 8051 stanowi jedynie małą część systemu.
Mikrokontrolery rodziny MCS-51 kompatybilne z 8051 co do pinów oraz na poziomie asemblera: 
- 8052 wersja posiada
  - dodatkowy obszar 128 bajtów wewnętrznej pamięci RAM o adresach identycznych z rejestrami specjalnymi. Dla rozróżnienia jest on adresowany indeksowo
  - 8KB wewnętrzne pamięci ROM (4 strony)
  - trzeci 16-bitowy licznik / czasomierz (timer)
  - dodatkowe rejestry specjalne SFR do obsługi trzeciego licznika
- 8031 wersja bez wewnętrznej pamięci ROM
- 83C51 wersja z wewnętrzną pamięcią OTP
- 87C51 wersja z 4KB wewnętrzęj pamięci EPROM zamiast pamięci ROM Intel 87C51

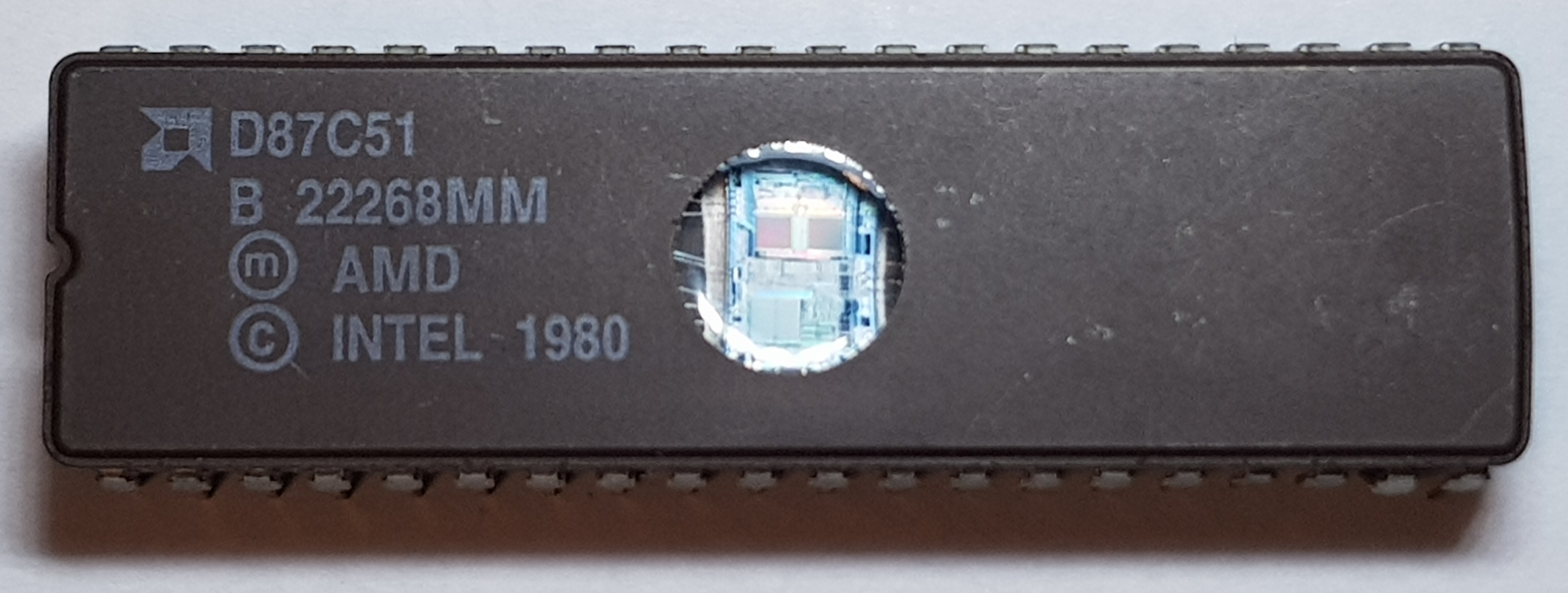
Intel 87C51

- AT89C51 wersja z wewnętrzną pamięcią Flash EEPROM
- AT89S51 wersja AT89C51 programowana szeregowo za pomocą SPI

Mikrokontrolery rodziny MCS-51 kompatybilne z 8051 co do pinów, ale niezgodne na poziomie asemblera 
- z rodziny Atmel AT89
  - AT90S44 - 4KB pamięci Flash, 256B pamięci EEPROM, 256B pamięci RAM
  - AT90S8515 - 8KB pamięci Flash, 512B pamięci EEPROM, 512B pamięci RAM
- z rodziny Atmel AVR
  - ATMEGA161 - 16KB pamięci Flash, 512B pamięci EEPROM, 1KB pamięci RAM

Zmiany w stosunku do oryginalnego układu 8051 obejmują także:
- znacznie zmniejszony pobór mocy, szczególnie w tzw. trybach uśpienia
- zwiększoną częstotliwość taktowania
- miniaturyzację obudów, zwiększenie lub zmniejszenie (w wersjach uproszczonych) liczby wyprowadzeń
- udoskonaloną interpretację sygnałów wejścia-wyjścia oraz sygnału reset (umożliwiającą bardziej elastyczne wykorzystanie portów i zwiększającą odporność na zakłócenia)
- dodatkowe rejestry specjalne SFR, związane m.in. z nowymi układami czasowo – licznikowymi, dodatkowymi wskaźnikami adresów, dodatkowymi portami wejścia / wyjścia, w tym np. interfejsami szeregowymi, wejściami przerwań, przetwornikami analogowo – cyfrowymi, zegarami czasu rzeczywistego, układami szyfrującymi itp.

Swój sukces rodzina MCS-51 zawdzięcza m.in. wyjątkowej łatwości rozbudowy, nie wymagającej jakiejkolwiek modyfikacji listy rozkazów. Wiąże się to ze sposobem uwzględniania dodatkowych elementów w przestrzeni adresowej mikrokontrolera – jest w niej wiele niewykorzystanych adresów, ułatwiających dostęp do nowych elementów za pośrednictwem dodatkowych rejestrów specjalnych (SFR).